# شاروناس مارچیولیونیس
شاروناس مارچیولیونیس (انگلیسی: Šarūnas Marčiulionis؛ زادهٔ ۱۳ ژوئن ۱۹۶۴) بازیکن سابق بسکتبال اهل اتحاد جماهیر شوروی سوسیالیستی و لیتوانی است.
وی همچنین برندهٔ جوایزی همچون نشان دوستی شده‌است.
از باشگاه‌هایی که در آن بازی کرده‌است می‌توان به دنور ناگتس، سیاتل سوپرسانیکس، ساکرامنتو کینگز، و گلدن استیت واریرز اشاره کرد.
وی در مسابقات کشوری و بین‌المللی در مجموع برندهٔ ۲ مدال طلا، ۳ مدال نقره، ۳ مدال برنز شده‌است.